# Vlag van Oxfordshire

Vlag van Oxfordshire

De vlag van Oxfordshire (Engels: Oxfordshire flag) is de officiële vlag van Oxfordshire, Engeland.  De vlag werd in 9 oktober 2017 geregistreerd. Deze vlag is ontworpen door   College of Arms.

## Ontwerp

Wapen van de voormalige County Council van Oxfordshire, waarop de vlag is gebaseerd

De vlag is ontstaan als het wapen van de voormalige County Council van Oxfordshire en werd opgericht in 1949. Na de reorganisatie van de lokale overheid in 1974 werden de wapens niet meer door welke organisatie dan ook gebruikt, maar het ontwerp werd later aangepast als een vlag en op grote schaal gebruikt door de provincie. De basisveldkleur is het donkerblauw dat lang wordt geassocieerd met de Universiteit van Oxford; daartegenover staan twee brede, witte, golvende strepen die de rivier de Theems symboliseren, en daartegen staat een rode ossenkop, waarvan de combinatie verwijst naar de oorsprong van de provinciestad Oxford. Linksonder en rechtsboven vertegenwoordigen een gouden eik en tarweschoof of gewaad het bos en de landbouw van het graafschap.

## Vorige ontwerp

### St. Frideswide Cross
De vlag van Oxfordshire, genaamd 'St. Frideswide Cross', bestaat uit een wit kruis en daaromheen 4 vakken, welke azuurblauw en groen gekleurd zijn. Het groen in de vlag symboliseert de velden en bossen in het graafschap, het blauw de rivier de Theems.
De vlag heeft de verhouding 3:5.
De vlag is ontworpen door Edward Keene en Michael Garber van de Oxfordshire Association, in samenwerking met Graham Bartram, vexilloloog van het Flag Institute.
In maart 2011 werd de standaard een week lang gevlogen naast de Union Flag buiten het hoofdkantoor van Eland House in Victoria van het Department for Communities and Local Government.

### Commerciele vlag
Er bestaat een alternatieve vlag, die commercieel beschikbaar is. Deze vlag is gebaseerd op een vlag met het wapenschild van de Oxfordshire County Council.

St. Frideswide Cross
Commerciele vlag